# Dresdner Sezession 1932
Die Dresdner Sezession 1932 bildete sich 1932 zu einer Zeit, in der sich die ökonomischen und politischen Rahmenbedingungen für Kunstschaffende stark verschlechtert hatten. Die Gruppe stand für künstlerische Freiheit und Unabhängigkeit und setzte sich auch kunstpolitisch für die Interessen der Künstlerschaft ein.

## Geschichte
Im Juni 1932 kam es zur Gründung der Dresdner Sezession 1932. Bernhard Kretzschmar hielt die Gruppe 1933 in einer Zeichnung fest. Die Gründung der Dresdner Sezession 1932 fand im Umfeld der Weltwirtschaftskrise statt. Die ökonomischen und politischen Rahmenbedingungen hatten sich für ein freies und unabhängiges künstlerisches Schaffen stark verschlechtert. Die beiden etablierten Verbände, Künstlervereinigung Dresden und Dresdner Kunstgenossenschaft, standen dieser Entwicklung machtlos gegenüber und konnten trotz vorhandener Ausstellungsmöglichkeiten die Erwerbsmöglichkeiten ihrer Mitglieder nicht verbessern. Auf diesem Hintergrund trat die Dresdner Sezession 1932 gegen „Vereinsmeierei“ und „überholtes Zunftwesen“ an. Die Gruppe stand für künstlerische Freiheit und Unabhängigkeit, bot Ausstellungsmöglichkeiten und setzte sich für eine bedingungslose kommunale und staatliche Kunstförderung ein. Im Gegensatz zur Dresdner Sezession Gruppe 1919 wurde in der Dresdner Sezession 1932 kein gemeinsamer, homogener Gruppenstil angestrebt.
Bereits bei der Gründung schlossen sich zahlreiche Mitglieder aus anderen Künstlergruppen der Dresdner Sezession 1932 an: darunter waren Mitglieder der Gruppe der Abstrakten, der Aktion, der ASSO Dresden, der Neuen Dresdner Sezession 1931, der Gruppe 1930, der Gruppe Dresdner Künstlerinnen und der Unabhängigen Gemeinschaft.
Im September 1932 fand die erste Ausstellung der Dresdner Sezession 1932 statt. 1933 wurden zwei weitere Ausstellungen in Dresden ausgerichtet. Die Gruppe engagierte sich politisch mit offenen Briefen und initiierte das Interessenkartell der Sächsischen Künstlerverbände. Die Dresdner Sezession 1932 nahm an der Sächsischen Kunstausstellung 1934 teil und protestierte als Gruppe gegen die Nichtzulassung der Werke von Otto Dix, Maj Hemberg und Robert Schaller. Im Dezember 1934 wurde die Gruppe noch von der Reichskammer der bildenden Künste (RKdbK) offiziell anerkannt, hatte aber ab 1935 mit zahlreichen Schwierigkeiten zu kämpfen: Eine geplante Ausstellung in Berlin wurde nicht mehr genehmigt, und die Reichskammer der bildenden Künste akzeptierte den als Vorstand agierenden „Arbeitsausschuss“ der Gruppe nicht mehr. Die Teilnahme an staatlich organisierten Ausstellungen blieb der Gruppe ab 1935 verwehrt.
Die Dresdner Sezession 1932 stellte im Jahr 1936 noch in der Kunstausstellung Kühl und im Kunstverein Altenburg und im Freiberger Kunstverein aus. Danach ist keine weitere Ausstellung der Gruppe mehr bekannt.

### Mitglieder
Im Durchschnitt verzeichnete die Dresdner Sezession 1932 während der vier Jahre ihres Bestehens durchschnittlich 25 bis 30 Mitglieder.
Die auf der Zeichnung von Kretzschmar im Katalog der „Gemeinsamen Ausstellung 3 Künstlergruppen Dresden 1933“ abgebildeten Personen der Dresdner Sezession 1932 sind mit (Z) gekennzeichnet.

#### Kerngruppe
- Heinrich Burkhardt (Z)
- Hans Christoph (Z)
- Erich Fraaß (Z)
- Joachim Heuer (Z)
- Hans Jüchser (Z)
- Edmund Kesting (Z)
- Hans Kinder (Z)
- Bernhard Kretzschmar (Z)
- Erna Lincke (Z)
- Fritz Löffler (Z)
- Hermann Alfred Raddatz (ab 1936 Mitglied und gleichzeitig im Vorstand)
- Hermann Theodor Richter (1894–1943) (Z)
- Fritz Skade (Z)
- Rolf Tillmann (1895–1985) (Z)

#### Weitere Mitglieder
- Paul Berger-Bergner (Z)
- Rudolf Berndt (1899–1972) (Z)
- Johannes Beutner (Z)
- Gerd Böhme (stellte 1934 wieder als Unkorporieter aus) (Z)
- Albert Braun (Z)
- Ernst Bursche (Z)
- Pol Cassel
- Herbert Ebersbach (Z)
- Hermann Glöckner (Z)
- Otto Griebel (Z)
- Roland Hettner
- Eugen Hoffmann (Z)
- Willy Jahn (1898–1973) (Z)
- Wilhelm Lachnit (Z)
- Hermann Lange (Z)
- Gustav Alfred Müller (1895–1978)
- Erich Ockert (1889–1953) (Z)
- Curt Querner (Z)
- Lucie Prussog (1900–1990) (Z)
- Ewald Schönberg
- Anton Schuler (1898–1989)
- Georg Siebert (Z)
- Walter Sperling (1900–1942/43) (Z)
- Fritz Tröger
- Otto Westphal-Rudolstadt (1902–1945) (Z)

#### Gäste
Als Gäste an Ausstellungen beteiligten sich:
- Otto Dix (war nie Mitglied, beteiligte sich aber an zahlreichen Ausstellungen) (Z)
- Wilhelm Dodel
- Franz Frank
- Gerhard Fuchs
- Olga Hayduk (1896–1988)
- Maj Hemberg (1906–1992, Maj Marta Ester Laurentia Hemberg)
- Hans-Herwardt Kickebusch
- Martin Petzold
- Paul Ricken (1885–1945?)[Anm. 1]
- Gerhard Wallas

### Ausstellungen
Insgesamt fanden sieben Ausstellungen der Dresdner Sezession 1932 statt:
- 1932: Dresden, Dresdner Sezession 1932. 1. Ausstellung, 1. September – 15. Oktober 1932, Brühlsche Terrasse, in den hinteren Räumen des Sächsischen Kunstvereins
- 1933: Dresden, Gemeinsame Ausstellung 3 Künstlergruppen Dresden 1933, 18. August – 15. Oktober 1933, im Neuen Städtischen Ausstellungsgebäude an der Lennéstraße der Künstlervereinigung Dresden
- 1933: Dresden, Weihnachtshilfe der Dresdner Sezession, 16. Dezember 1933 – Januar 1943, in den oberen Räumen der Galerie Arnold
- 1934: Dresden, Sächsische Kunstausstellung 1934, 16. Juni – 19. August 1934, Ausstellungspalast und im Neuen Städtischen Ausstellungsgebäude an der Lennéstraße
- 1936: Altenburg, Land und Leute, 17. Mai – 5. Juli 1936
- 1936: Dresden, Dresdner Sezession, 20. September – 25. Oktober 1936, Kunstausstellung Kühl
- 1936: Freiberg, Dresdner Sezession. Land und Leute, 4. Oktober – Weihnachten 1936